# 반발 계수

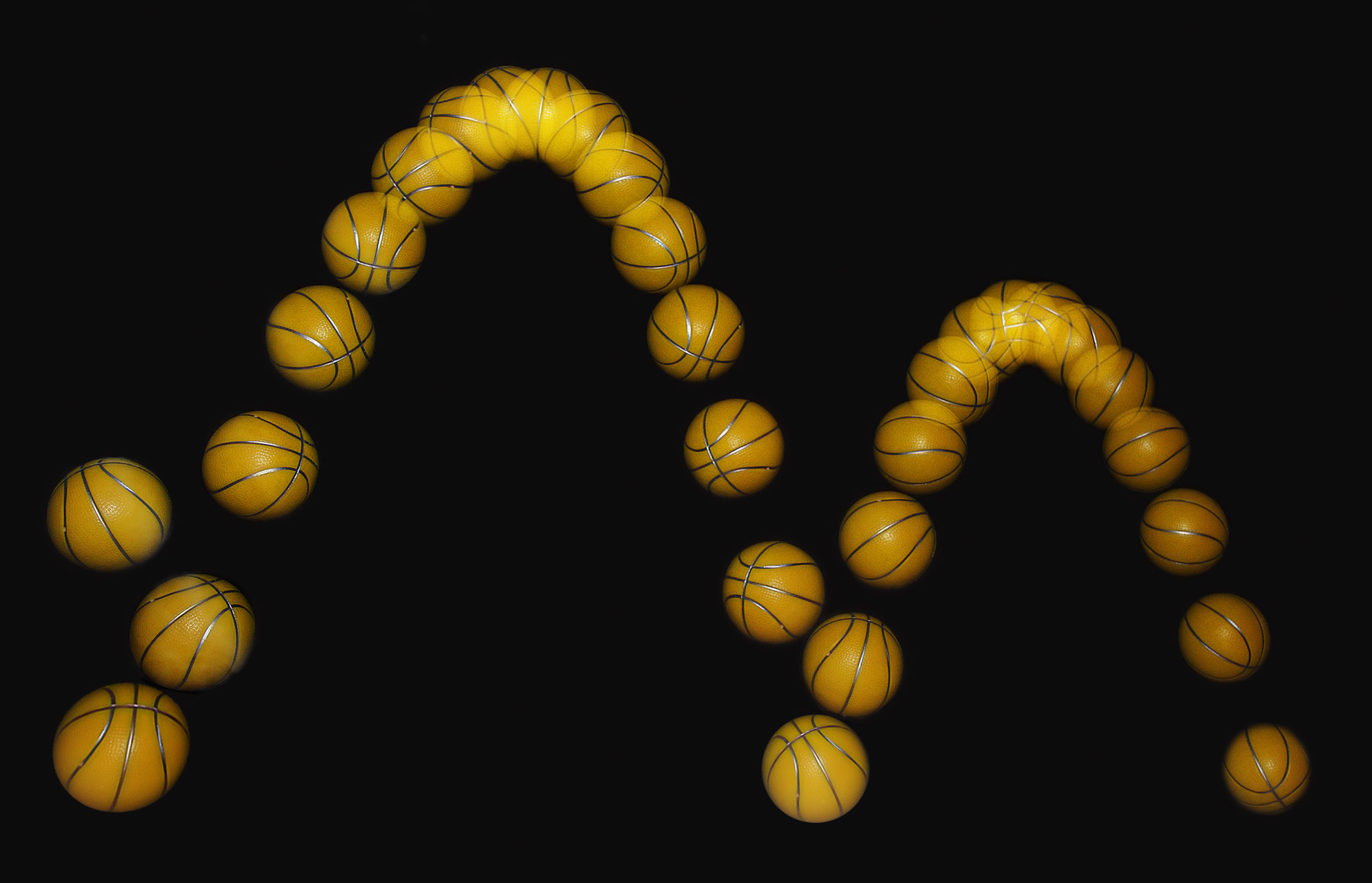
스트로보스코프를 사용하여 초당 25장씩 촬영한 튀어오르는 공. 공기 저항을 무시하면, 한번 튀어오른 높이와 그 다음 튀어오른 높이 사이 비율의 제곱근은 공/면 충돌의 반발 계수이다.

반발 계수(反撥係數, 영어: coefficient of restitution, COR)는 물체의 충돌 전후 속도의 비율을 나타내는 분수이다. 반발 계수가 1인 물체는 탄성 충돌을 하며, 반발 계수가 1보다 작은 물체는 비탄성 충돌을 한다. 반발 계수가 0이면 완전 비탄성 충돌을 하며, 충돌한 물체와 붙어서 튀지 않는다.

## 방정식
반발 계수는 두 충돌하는 물체에 대하여 다음과 같이 정의된다:
{\displaystyle e={\frac {V_{2f}-V_{1f}}{V_{1}-V_{2}}}}
위의 식에서,
{\displaystyle V_{1f}} 은 첫 번째 물체가 충돌한 직후의 속도이다
{\displaystyle V_{2f}} 은 두 번째 물체가 충돌한 직후의 속도이다
{\displaystyle V_{1}} 은 첫 번째 물체가 충돌하기 직전의 속도이다
{\displaystyle V_{2}} 은 두 번째 물체가 충돌하기 직전의 속도이다
속도는 벡터이므로 한 방향은 양수로, 다른 방향은 음수로 정의된다. 방정식에는 질량이 들어가지 않지만, 최종 속도가 질량에 연관되기 때문에 여전히 운동량과 관계가 있다.
바닥과 같은 고정된 물체에 대하여 튀어오르는 한 물체에 대하여:
{\displaystyle e={\frac {V_{f}}{V_{i}}}}
위의 식에서,
{\displaystyle V_{f}} 은 물체가 충돌한 후의 스칼라 속도이다
{\displaystyle V_{i}} 은 물체가 충돌하기 전의 스칼라 속도이다
반발 계수는 다음의 방법으로도 구할 수 있다:
{\displaystyle e={\sqrt {\frac {h}{H}}}}
위의 식에서,
{\displaystyle h} 은 물체가 튀어오른 높이이다
{\displaystyle H} 은 물체를 떨어뜨린 높이이다
위에서의 속도는 충돌 방향과 나란한 내적이다 (혹은 접촉점의 접선 벡터에 수직이다). 구체에 대해서는, 이 방향은 {\displaystyle pos_{x}}이 x번째 구체의 위치일 때 {\displaystyle pos_{2}-pos_{1}}의 정규화 벡터이다. 스칼라 값은 이 벡터와 속도 벡터의 스칼라 곱을 통해 구할 수 있다.

## 자세한 사항
반발 계수는 보통 [0,1] 범위의 수이다. 어떤 충돌에서 반발 계수가 1이면 그 충돌은 탄성 충돌이며, 0이면 완전 비탄성 충돌이다. 반발 계수가 1보다 큰 충돌은 이론적으로 역학적 에너지를 생성하는 충돌로 표현할 수 있다. 그 예로는 같이 던져져 폭발하는 지뢰를 들 수 있다. 몇몇 최근 연구는 비스듬하게 일어나는 특수한 충돌의 경우에는 반발 계수가 1보다 클 수 있다는 것을 명백히 했다.. 0보다 작은 반발 계수도 이론적으로는 서로 튕겨내지 않고 당기는 충돌로 표현이 가능하다.
중요한 점은 반발 계수가 반드시 물체의 속성은 아니라는 것이다. 예를 들어, 서로 다른 5종류의 물체가 충돌할 때, 두 개의 물체끼리 각각 충돌하는 경우의 수인 {\displaystyle {5 \choose 2}=10} 개만큼의 반발 계수가 있다 (물체가 충돌하는 방법의 경우의 수는 제외).

## 사용
입자 간의 탄성 충돌에 대한 방정식은 반발 계수를 사용하도록 변형하여 비탄성 충돌을 포함한 모든 경우에 적용시킬 수 있다.
{\displaystyle V_{1f}={\frac {(e+1)M_{2}V_{2}+V_{1}(M_{1}-eM_{2})}{M_{1}+M_{2}}}}
그리고
{\displaystyle V_{2f}={\frac {(e+1)M_{1}V_{1}+V_{2}(M_{2}-eM_{1})}{M_{1}+M_{2}}}}
위의 식에서,
{\displaystyle V_{1f}}는 첫 번째 물체가 충돌한 직후의 속도이다.
{\displaystyle V_{2f}}는 두 번째 물체가 충돌한 직후의 속도이다.
{\displaystyle V_{1}}는 첫 번째 물체가 충돌하기 직전의 속도이다.
{\displaystyle V_{2}}는 두 번째 물체가 충돌하기 직전의 속도이다.
{\displaystyle M_{1}}는 첫 번째 물체의 질량이다.
{\displaystyle M_{2}}는 두 번째 물체의 질량이다.
{\displaystyle e}는 반발계수이다

### 유도
위의 방정식은 반발 계수의 정의와 운동량 보존 법칙에 따라 생성된 연립 방정식을 풀어서 유도할 수 있다.

## 같이 보기
- 충돌
- 탄성 충돌
- 비탄성 충돌
- 완전 비탄성 충돌
- 공식 경기구

## 참고
1. ↑  Phys. Rev. E 65 (2002): Michel Y. Louge and Michael E. Adams - Anomalous behavior of normal
2. ↑  Phys. Rev. Lett. 93, 154301 (2004): Anomalous Behavior of the Coefficient of Normal Restitution in Oblique Impact
3. ↑  [깨진 링크( 과거 내용 찾기])]

- Cross, Rod (2006). “The bounce of a ball” (PDF). Physics Department, University of Sydney, Australia. 2008년 1월 16일에 확인함. In this paper, the dynamics of a bouncing ball is described for several common ball types having different bounce characteristics. Results are presented for a tennis ball, a baseball, a golf ball, a superball, a steel ball bearing, a plasticene ball, and a silly putty ball.